# Włodzimierz Pietrzak (poeta)

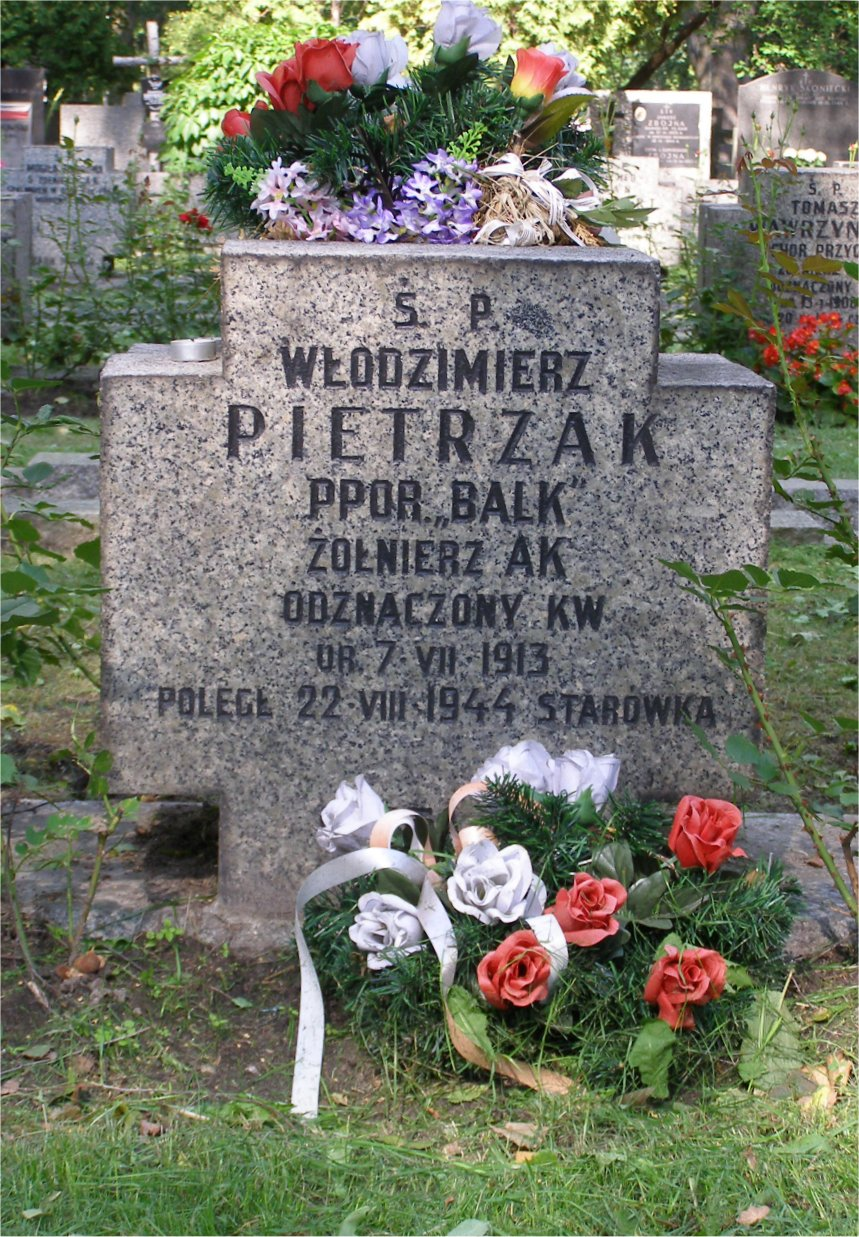
Grób Pietrzaka na Powązkach Wojskowych (2007)

Włodzimierz Antoni Józef Pietrzak, pseudonim „Balk”, „Andrzej Ados”, „Juliusz Wolden” (ur. 7 lipca 1913 w Warszawie, zm. 22 sierpnia 1944 tamże) – polski poeta, prozaik i krytyk literacki, uczestnik powstania warszawskiego.

## Życiorys
Syn lekarza weterynarii, Franciszka Ksawerego Pietrzaka i Ewy Tekli z Kokosowskich. Urodził się w Warszawie, gdyż jego matka przebywała wówczas u swojej siostry w tym mieście. Dzieciństwo spędził w Turku, z którego pochodziła jego matka. Początkowo nauki pobierał w domu, następnie w komitecie przygotowawczym.
W 1923 roku podjął naukę w Państwowym Gimnazjum im. Tadeusza Kościuszki w Kaliszu, w którym w latach 1928–1931 redagował szkolne pismo „Świt”, był również przewodniczącym „Bratniej Pomocy” i działał m.in. w Kole Młodych Lotników. W „Świcie” publikował swoje utwory poetyckie i opowiadania. W 1931 roku zdał maturę.
W latach 1931–1936 studiował na Wydziale Prawa Uniwersytetu Warszawskiego. Z powodu gruźlicy w połowie grudnia 1931 roku musiał przerwać naukę i wyjechał do sanatorium w Zakopanem. Studia wznowił na początku roku akademickiego 1932/1933. Dyplom ukończenia studiów uzyskał w czerwcu 1936 roku. Podczas studiów angażował się w działalności uniwersyteckiego Koła Polonistów.
Należał także do klubu Klubu Artystycznego „S”, będąc jednym z jego najaktywniejszych członków, w 1934 roku objął funkcję jego prezesa. W 1934 roku wraz z Janem Kottem i Ryszardem Matuszewskim wydał programowy tomik S. Poezje. Dwa lata później opublikował samodzielny tom poezji. W latach 1934–1937 publikował w „Pionie” teksty krytycznoliterackie, następnie pisał także dla „Kameny”, „Okolicy Poetów”, „Przeglądu Współczesnego” i „Studio”. 
Po studiach był urzędnikiem w Funduszu Pracy. Prowadził ożywioną korespondencję z Julianem Przybosiem, odwiedzał go także w Cieszynie. Pisał również do Jerzego Stempowskiego i Władysława Sebyły. W 1935 roku wstąpił do Ruchu Narodowo-Radykalnego, był jednym z uczestników jego zjazdu organizacyjnego.  
Latem 1937 roku rozpoczął współpracę z czasopismem „Prosto z Mostu”, w którym był jednym z redaktorów rubryki Z beletrystyki polskiej. Z czasopismem współpracował do wybuchu II wojny światowej. W grudniu 1937 roku był jednym z literatów, którzy typowali kandydatów do Nagrody Młodych Polskiej Akademii Literatury.
Od 1937 działał w Związku Młodej Polski, został mianowany szefem sztabu ZMP. Tę samą funkcję pełnił po przekształceniu ZMP w Służbę Młodych Obozu Zjednoczenia Narodowego, był również kierownikiem Kursów Prelegenckich. Był stałym współpracownikiem miesięcznika „Młoda Polska”. Współpracował także z czasopismem „Wielka Polska” i poznańską „Kulturą”.
Podczas okupacji hitlerowskiej działał w podziemnym życiu kulturalnym. Od 1939 roku był współredaktorem pisma „Pobudka”. Związany z Konfederacją Narodu – był redaktorem jej organu – pisma „Nowa Polska”. Artykuły swojego autorstwa podpisywał pseudonimem „Zawisza Czarny z Grabowa”. Pisał wiersze dotyczące problematyki ideowej i moralnej, a także bliskie konwencji katastroficznej. Pisał także w „Biuletynie Słowiańskim”, uczestniczył w tworzeniu miesięcznika „Sztuka i Naród”. Latem 1943 roku zaangażował się w działalność organizacji Ruch Kulturowy. Został mianowany zastępcą komendanta Konfederacji Narodu Jerzego Hagmajera, w maju 1944 roku objął stanowisko szefa sztabu KN. Był również kierownikiem Wydziału Propagandy i członkiem Kierownictwa Krajowego Ruchu Nowej Polski oraz opiekunem konspiracyjnego Teatru Młodzieży KN.
29 lipca 1944 roku Jerzy Hagmajer mianował Pietrzaka kierownikiem KN. Podczas powstania warszawskiego, w stopniu kaprala podchorążego walczył w składzie plutonu „Mieczyki” batalionu „Czata 49”, brał udział w walkach na Woli i na Starym Mieście. Zmarł w wyniku ran odniesionych 20. dnia walk, na barykadach u zbiegu ulic Franciszkańskiej i Świętojerskiej. Został pochowany w zbiorowej mogile w Ogrodzie Krasińskich. Pośmiertnie został odznaczony Krzyżem Walecznych i awansowany do stopnia podporucznika. 
W 1958 roku został ekshumowany i pochowany na Powązkach Wojskowych (kwatera A24-6-21).

## Publikacje
- 1934 – S. Poezje (z Ryszardem Matuszewskim i Janem Kottem)
- 1936 – Prawo drapieżne[15]
- 1938–1944 – Między Wschodem i Zachodem (nie zachowało się w całości)
- 1943 – Skrzydła
- Z pism Włodzimierza Pietrzaka (pośmiertnie, zebrane przez Z. Lichniaka):
  - 1955 – Rachunek z dwudziestoleciem
  - 1956 – Lot jaskółek (część cyklu Między Wschodem i Zachodem)
  - 1957 – Miscellanea krytyczne
  - 1977 – Myśli

### O nim
- 1955 – Zygmunt Lichniak: Skazany na szukanie. Rzecz o Włodzimierzu Pietrzaku.

## Upamiętnienie
W 1948 roku Stowarzyszenie „Pax” ustanowiło Nagrodę Młodych im. Włodzimierza Pietrzaka.
W 1997 roku jego imię nadano Miejskiej Bibliotece Publicznej w Turku, bibliteka organizuje także konkurs literacki jego imienia.
Wraz z bratem, Tadeuszem Pietrzakiem, jest patronem ulicy w Turku.